# Mireille Domenech-Diana
Mireille Conception Domenech-Diana, anche nota come Mireille Elmalan (Mâcon, 8 gennaio 1949), è una politica francese, membro del Partito Comunista Francese ed europarlamentare dal 1989 al 1999.

## Biografia

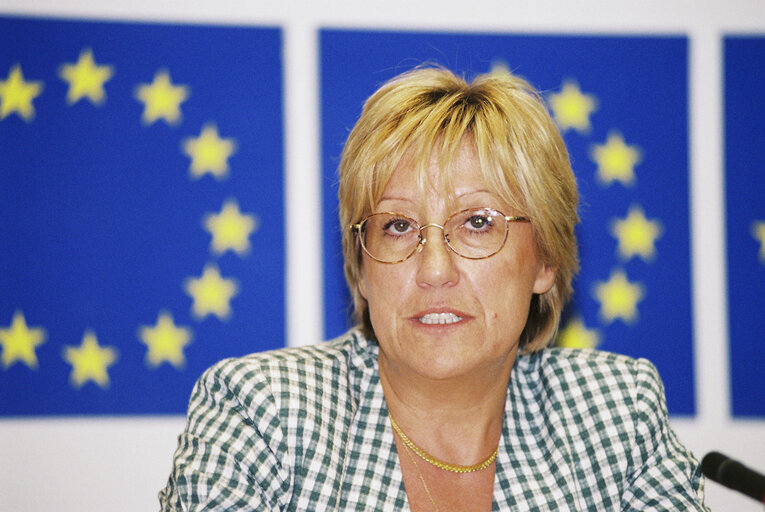
Mireille Domenech-Diana nel 1998

Nata a Mâcon, figlia di un consigliere comunale, lavorò come impiegata pubblica nel settore della sicurezza sociale.
Politicamente attiva con il Partito Comunista Francese, svolse le funzioni di vicesindaco della città di Pierre-Bénite. Per quindici anni, dal 1985 al 2000, fu membro del comitato centrale del Partito Comunista.
Nella tornata del 1989 si candidò al Parlamento europeo e riuscì ad essere eletta. Fu membro della commissione per gli affari sociali, l'occupazione e le condizioni di lavoro e della commissione per i diritti della donna. Ricandidatasi per le europee del 1994, ottenne dagli elettori un secondo mandato; tra il 1997 e il 1999 fu presidente della delegazione per le relazioni con i paesi del Maghreb e l'Unione del Maghreb arabo.
Dopo aver lasciato il seggio, nel 2001 fu eletta sindaca di Pierre-Bénite, carica che mantenne per i successivi otto anni. Si ritirò dalla carica per dedicarsi alla vita personale e fu succeduta nel ruolo di sindaco dal suo vice, Serge Tarassioux.
Due anni più tardi, tuttavia, Tarassioux morì improvvisamente all'età di quarantun anni per un infarto; una settimana più tardi, il consiglio comunale elesse nuovamente Mireille Domenech-Diana per il ruolo di sindaco. Restò in carica fino al 2014.
Nel 2023 si schierò contro il progetto che portò alla fusione del comune di Pierre-Bénite con Oullins nella creazione del nuovo comune di Oullins-Pierre-Bénite.
Nel 2000 fu insignita della Legion d'Onore.